# Nuestra Señora de Nazaré

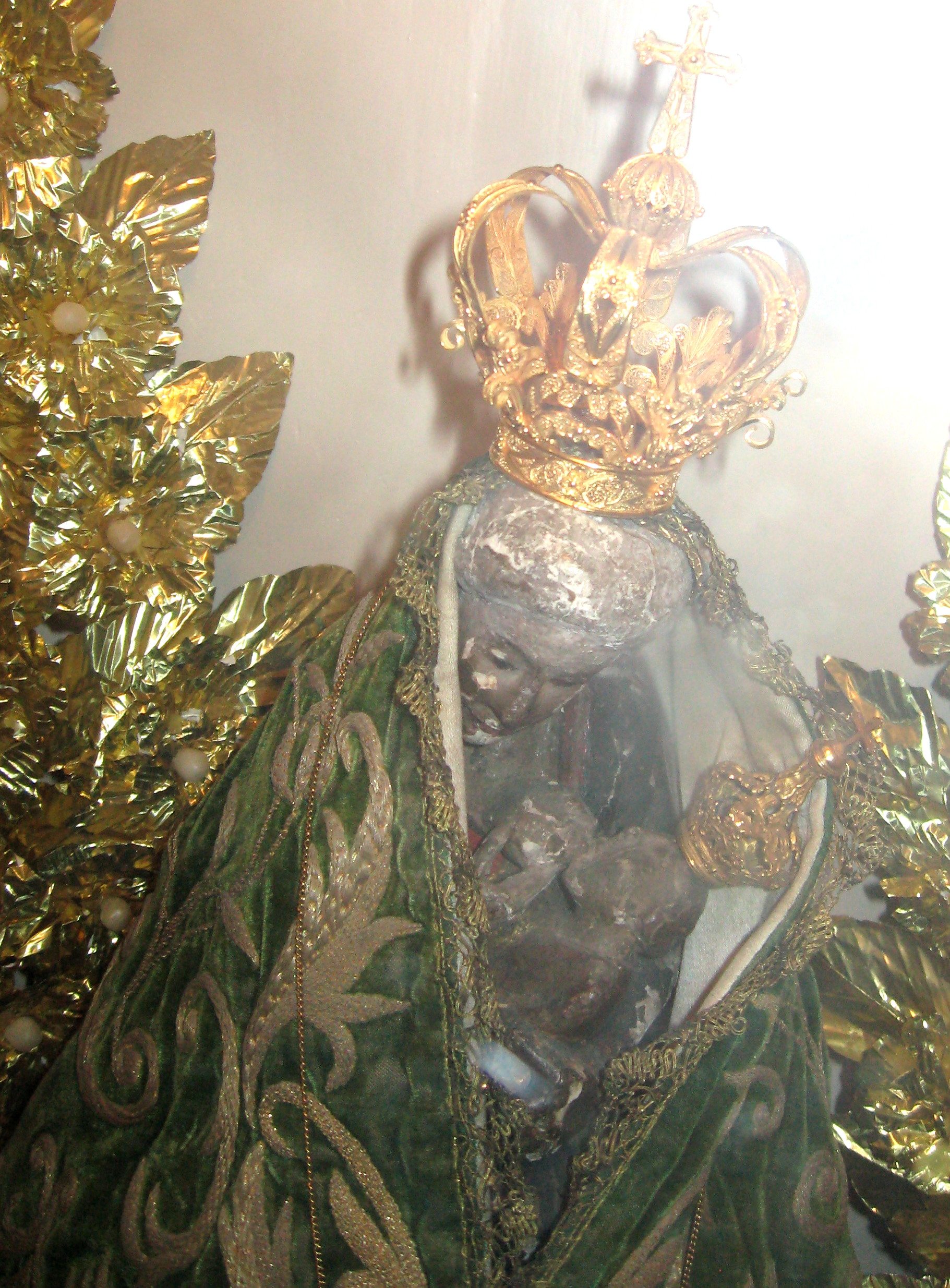
La imagen de Nossa Senhora da Nazaré en su propio santuario

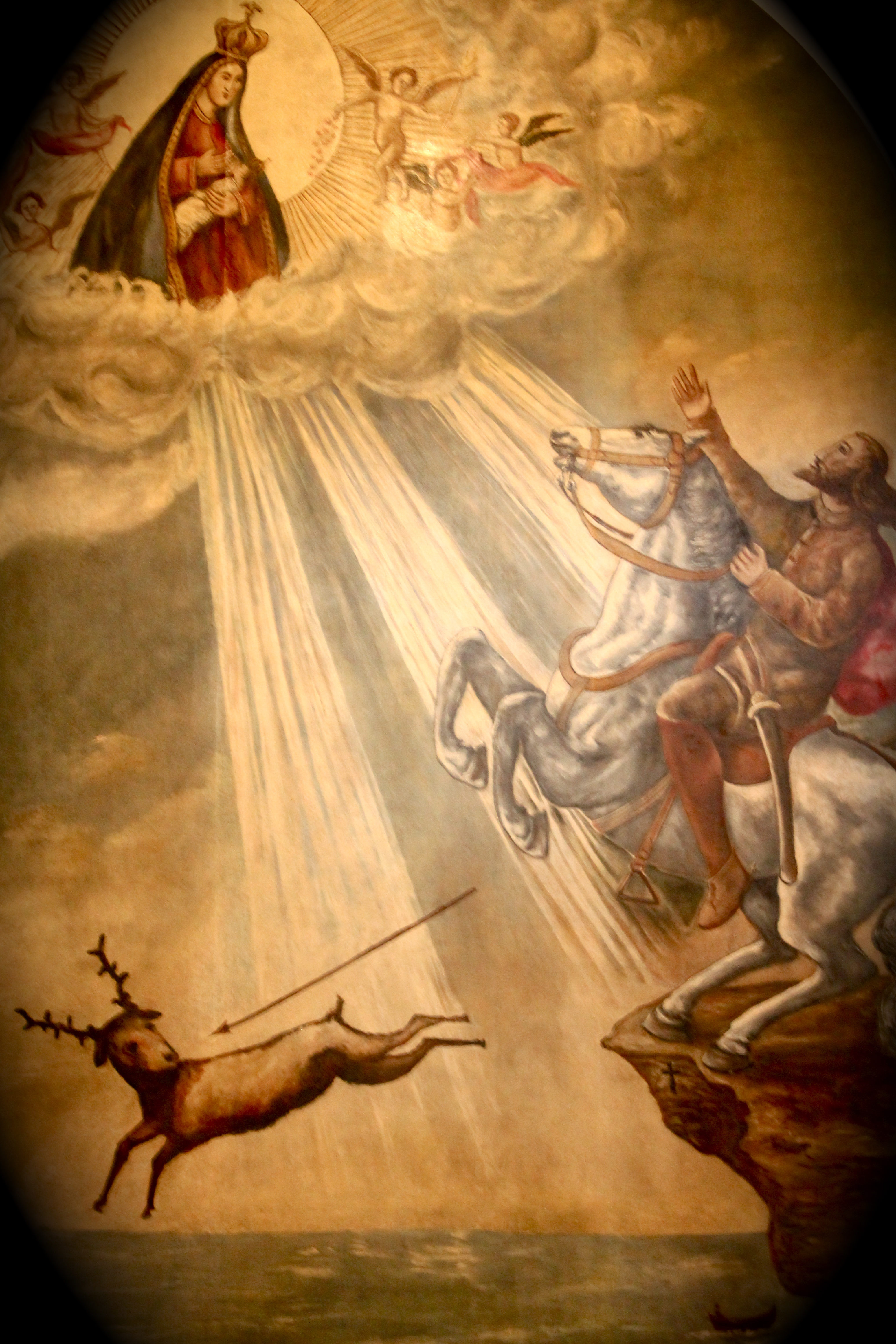
Representación del milagro a D. Fuas Roupinho

Nuestra Señora de Nazaré es el nombre dado a una imagen esculpida en madera, de unos 25 cm de altura, que representa a la  Virgen María sentada en un banco bajo, amamantando al  Niño Jesús, con sus caras y manos pintadas de color moreno. Según la tradición oral fue tallado por San José el carpintero cuando Jesús era todavía un bebé, los rostros y las manos fueron pintados décadas más tarde por San Lucas. Se venera en el Santuario de Nuestra Señora de Nazaré, en el Sitio de Nazaré, Portugal.
La Iglesia católica conmemora la festividad de la advocación el 8 de septiembre.
La historia de la imagen fue publicada por primera vez en 1609 por fray Bernardo de Brito en la Monarquía Lusitana. Este monje de Alcobaça, un cronista de Portugal, informaba haber encontrado una donación territorial de 1182 en el registro de su monasterio, en el que se registró la historia de la imagen, que fue venerada en los primeros tiempos del cristianismo en Nazaret de Galilea, el lugar de nacimiento de María. De ahí la invocación de «Nuestra Señora - de Nazaré». De Galilea fue llevada, en el siglo V, a un convento cerca de  Mérida, en España, y de allí, en el 711, al «Sítio» (de nuestra Señora) de Nazaré, donde todavía se la venera.
La historia de esta imagen es inseparable del milagro que salvó a D.Fuas Roupinho en 1182, un episodio que ha sido llamado la Leyenda de Nazaré.
Durante la Edad Media, cientos de imágenes de 'Vírgenes Negras' aparecieron por toda Europa, la mayoría de ellas, como esta, talladas en madera, de pequeñas dimensiones y vinculadas a una leyenda milagrosa. Hoy en día, hay alrededor de cuatrocientas de estas imágenes, antiguas o sus réplicas, en iglesias de toda Europa, así como algunas más recientes en el resto del mundo.
La verdadera y sagrada imagen de Nuestra Señora de Nazaret aún no ha sido sometida a un experimento de laboratorio para fecharla científicamente y al mismo tiempo obtener la confirmación de que se trata de una imagen bimilenaria o bien es una réplica producida posteriormente.

## Devoción en Portugal
Según la tradición, después de ser sacada de Mérida, la imagen permaneció oculta, casi desconocida, en una cueva de la costa, hasta el año 1182, cuando el caballero Fuas Roupinho se salvó milagrosamente por su intercesión, como se cuenta en la Leyenda de Nazaré. El título de esta advocación vino a dar el nombre a la ciudad de Nazaré, donde se venera la imagen en el Santuario de Nuestra Señora de Nazaré. Esta devoción fue conocida en todo el Imperio portugués, principalmente debido a la acción evangelizadora de los jesuitas que consagraron a Nuestra Señora de Nazaré su principal casa de noviciado en Lisboa, la capital del Imperio.